# Протон-Электротекс
Акционерное общество «Протон-Электротекс» — российское предприятие, основным видом деятельности которого является разработка, производство и сбыт силовых полупроводниковых приборов — диодов и тиристоров, силовых сборок на их основе и IGBT-модулей. Расположено в городе Орёл.

## История
Компания основана в 1996 году на производственной базе предприятия «Протон», ранее входившего в департамент электронной промышленности СССР. Приобретенные производственные помещения и оборудование были предназначены для «чистых технологий», что позволило наладить производство силовых полупроводниковых приборов, однако почти все производственные линии и производственные процессы пришлось запускать заново, так же, как и разрабатывать технологические процессы и маршруты производства. Конструкторские и технологические решения были разработаны совместно со специалистами Всероссийского Электротехнического Института имени В. И. Ленина в Москве.
11 января 2011 года в Москве был создан научно-технический центр предприятия, который занимается опытно-конструкторской работой, проектированием систем автоматизации и измерительного оборудования для электроники. Компания является официальным обладателем сертификата СДС Made in Russia.
АО «Протон-Электротекс» входит в список системообразующих организаций Орловской области и имеет региональное значение, оказывая существенное влияние на занятость население и социальную стабильность Орловской области.
В 2016 году запущено серийное производство IGBT-модулей, которые до этого на 95% импортировались в Россию из-за рубежа. В 2018 они были дополнены модулями в низкоиндукционном корпусе MIDA. 
Модули IGBT в корпусе MIDA компании АО «Протон-Электротекс» являются победителем премии «100 лучших товаров России» 2019.  
Компания является одним из ведущих производителей силовых полупроводниковых приборов на территории Российской Федерации. Согласно рейтингу "Техуспех" «Протон-Электротекс» является одним из лидеров по объему экспорта среди всех представленных участников. Доля экспорта силовых полупроводниковых приборов АО «Протон-Электротекс» составляет до 70% от всего количества произведённой продукции.
Силовые полупроводниковые приборы компании активно используется радиоэлектронной промышленности. По данным информационно-аналитического центра российской радиоэлектронной промышленности ЦНИИ «Электроника» АО «Протон-Электротекс» занимает третье место в рейтинге организаций по выручке от производства полупроводниковых приборов и лидирующую позицию в списке организаций по выручке от продуктов и услуг, поставляемых на экспорт.

## Продукция
- Диоды
- Тиристоры
- Тиристорные и диодные модули
- Охладители
- Модульные инверторные системы
- IGBT-модули
- Драйверы
- Измерительное оборудование
- Металлообработка